# Bibliografia lui William Gibson
William Ford Gibson (n. 17 martie 1948) este un scriitor canadian de origine americană. Romanele lui de ficțiune speculativă i-au atras numele de „profetul întunecat” al genului cyberpunk. Gibson a inventat termenul de „cyberspațiu” în povestirea sa „Burning Chrome” (1982) și a popularizat conceptul mai târziu în romanul său de debut, Neuromantul (1984). Închipuindu-și cyberspațiul, Gibson a creat o iconografie a erei informaționale înainte de apariția Internet-ului în anii '90. Tot lui Gibson i se datorează prezicerea apariției programelor de reality-tv și stabilirea conceptelor de bază a dezvoltării mediilor virtuale precum jocurile video și World Wide Web.

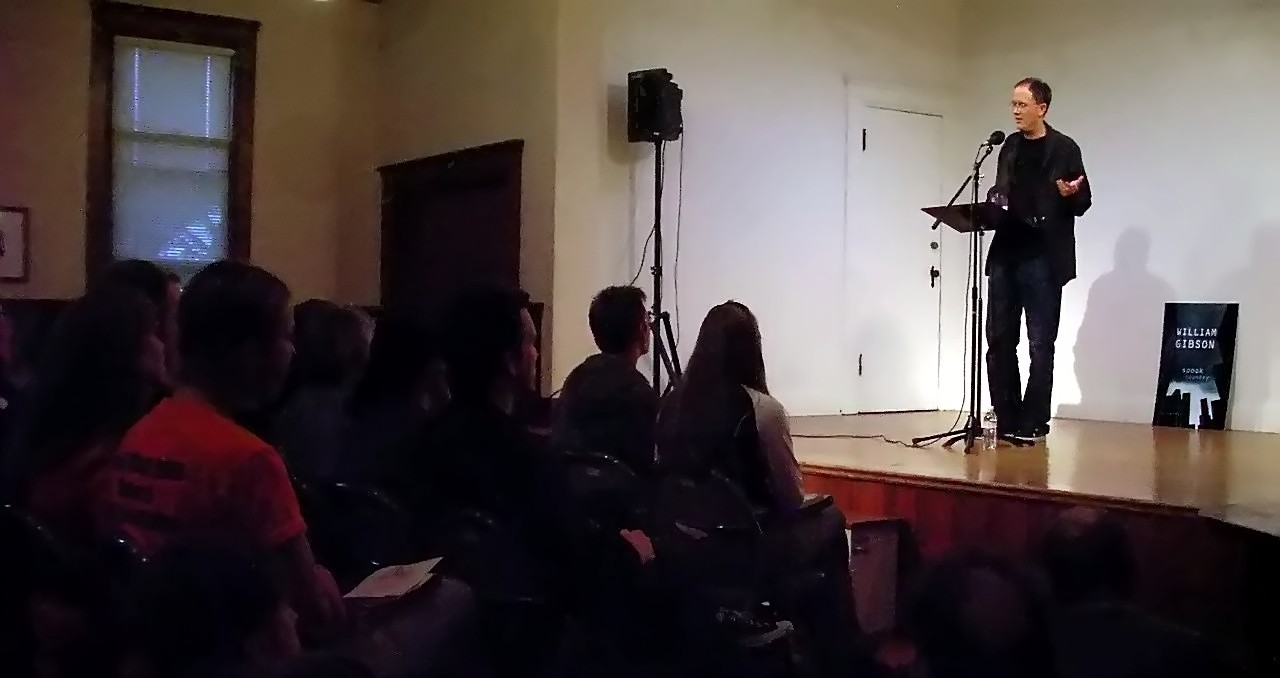
Gibson discutând despre romanul Spook Country (2007) pe 8 august 2007 într-un turneu de promovare a cărții

## Romane
- Trilogia Sprawl:
  - Neuromancer (1984) - ro. Neuromantul
  - Count Zero (1986) - ro. Contele Zero (1986)
  - Mona Lisa Overdrive (1988)
- The Difference Engine (1990; cu Bruce Sterling) - ro. Machina diferențială
- Trilogia Bridge:
  - Virtual Light (1993) - ro. Lumină virtuală
  - Idoru (1996)
  - All Tomorrow's Parties (1999)
- Trilogia Bigend:

1. Pattern Recognition (2003)
2. Spook Country (2007)
3. Zero History (2010)

## Ficțiune scurtă

### Colecții
Burning Chrome (1986) - ro. Chrome
- Prefață de Bruce Sterling
- "Fragments of a Hologram Rose" (vara 1977, UnEarth 3)
- "Johnny Mnemonic" (mai 1981, Omni)
- "The Gernsback Continuum" (1981, Universe 11)
- "Hinterlands" (octombrie 1981, Omni)
- "New Rose Hotel" (iulie 1984, Omni)
  -     - ro.: Hotelul Trandafirul Nou[3]
- "The Belonging Kind" (1981, Shadows 4) - cu John Shirley
- "Burning Chrome" (iulie 1982, Omni)
- "Red Star, Winter Orbit" (iulie 1983, Omni) - cu Bruce Sterling
- "The Winter Market" (noiembrie 1985, Vancouver)
- "Dogfight" (iulie 1985, Omni) - cu Michael Swanwick

## Scenarii
- Johnny Mnemonic (1995)
- "Kill Switch", "First Person Shooter". Dosarele X. (1998, 2000).[4]

### Nerealizate
- Burning Chrome (1982)[5]
- Neuro-Hotel[5]
- Alien 3[5]

## Apariții pe ecran

### Ca actor
- Wild Palms. (1993)[6]
- Mon amour mon parapluie. (2002)[7]
- Dosarele X (2000)